# Première circonscription d'Adea
Pour les articles homonymes, voir Adea.
La première circonscription d'Adea est une des 177 circonscriptions législatives de l'État fédéré Oromia, elle se situe dans la Zone Est Shoa. Son représentant actuel est Tesfaye Daba Waqjera.